# メジロ

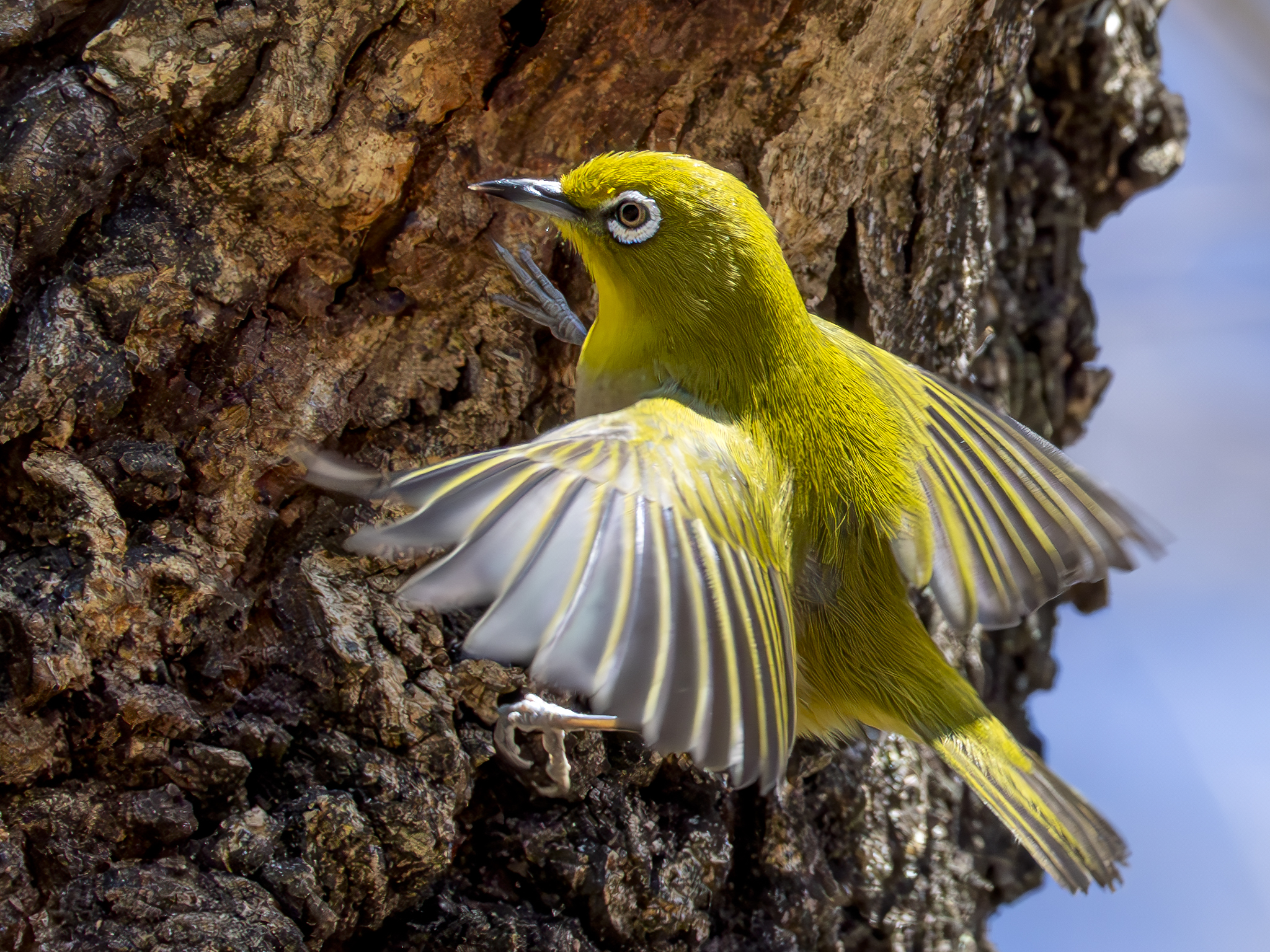
樹液を求めて飛来したメジロ　Zosterops japonicus

メジロ（目白・繍眼児、Zosterops japonicus）は、鳥綱スズメ目メジロ科メジロ属に分類される鳥類。

## 分布
インドネシア、日本、大韓民国、フィリピン、東ティモール。
ハワイ諸島にも分布するが、これは日本から害虫駆除のため移入されたものである。近年、外来種である本種が在来生態系へ影響を及ぼしていると言われる。

## 形態
全長約12 cmで、スズメよりも小さい。翼開長は約18 cm。緑がかった背と暗褐色の羽を持ち、雌雄同色。目の周囲の白色部（アイリング）が、和名の由来になっている。漢字表記の繍眼児は漢語に由来し、目の周囲に刺繍されたような羽毛がある児（小さいもの）の意とする説もある。室町時代からメジロの名で知られている。

## 分類

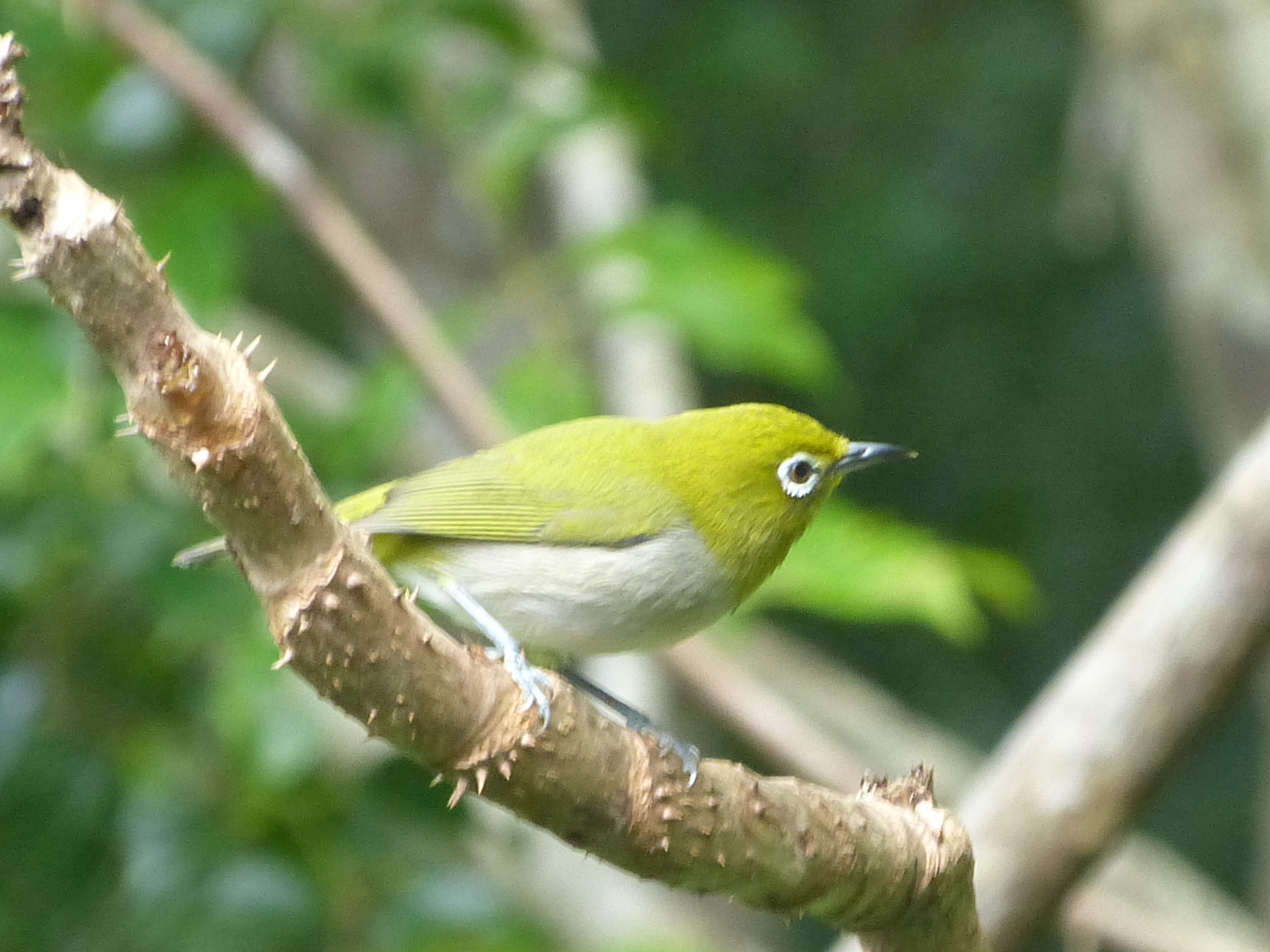
亜種リュウキュウメジロ
Z. j. loochooensis

BirdLife Internationalでは2019年の時点・IOC World Bird Listでは2020年の時点で、Zosterops simplexを別種としてヤマメジロZosterops montanusを本種に含めている。
以下の亜種の分類・分布は、IOC World Bird List (v10.2)に従う。日本に分布する亜種の和名・基亜種を除く分布・形態は、茂田(2016)に従う。

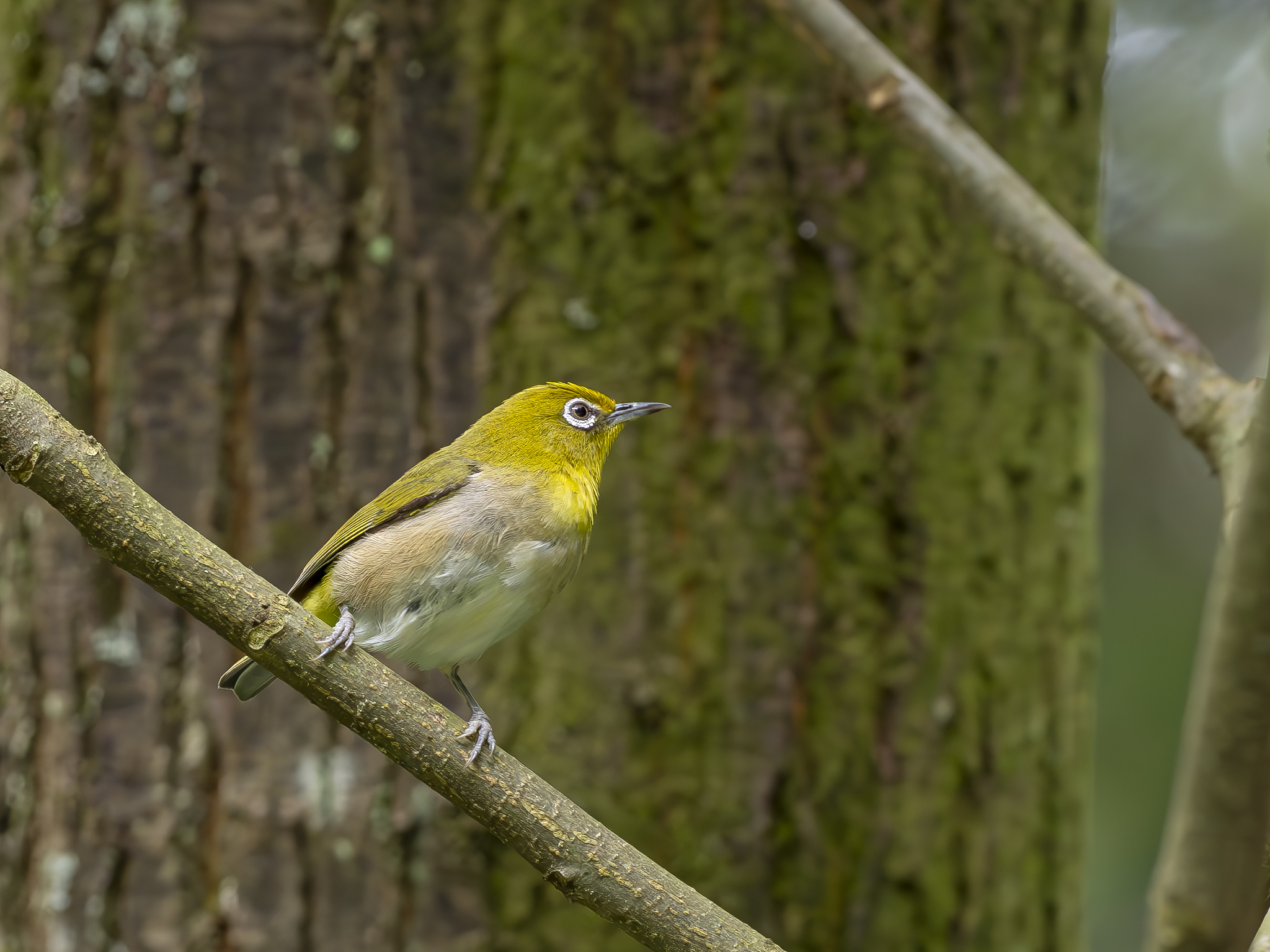
メジロ　Zosterops japonicus

Zosterops japonicus japonicus Temminck & Schlegel, 1845 メジロ
日本（北海道から九州、対馬、壱岐）、サハリン南部
額に黄色部はほぼなく、目先には黄色部のある個体もない個体もいる。喉の黄色部は、アイリングの輪郭の黒色部に達しない。体側面および胸部は赤褐色をおびる。
虹彩は灰褐色の個体が多い。下嘴先端の黒色部が不明瞭。
Zosterops japonicus alani Hartert, 1905 イオウトウメジロ
硫黄列島。小笠原諸島に移入（小笠原諸島には亜種イオウトウメジロと亜種シチトウメジロの交雑個体が分布する）。
喉の黄色部は淡色で、アイリング輪郭の黒色部に達しない。体側面および胸部の赤褐色部は淡色。
虹彩は赤みがかる。嘴は太いが、亜種シチトウメジロほど長くはない。下嘴先端の黒色部がやや明瞭。
Zosterops japonicus daitoensis Kuroda, 1923 ダイトウメジロ
南大東島、北大東島
額にある黄色部が大型で明瞭。喉の黄色部が、アイリング輪郭の黒色部に達する。
Zosterops japonicus difficilis Robinson & Kloss, 1918
スマトラ島南部のDempo山
Zosterops japonicus diuatae Salomonsen, 1953
ミンダナオ島北部
Zosterops japonicus halconensis Mearns, 1907
ミンドロ島
Zosterops japonicus insularis Ogawa, 1905 シマメジロ
種子島、屋久島。トカラ列島の個体群を亜種シマメジロとする説もある。
喉の黄色部は、アイリング輪郭の黒色部に達しない。上面は基亜種よりも緑色をおびる。体側面および胸部の赤褐色部は、大型で濃色。腹部中央や尾羽下面を被う羽毛（下尾筒）の黄色部は大型で濃色。
下嘴先端の黒色部が不明瞭。
トカラ列島の個体群は体側面および胸部の赤褐色部が淡色で、嘴がより太く長い。トカラ列島の個体群は分類の検討が必要とされる。
Zosterops japonicus loochooensis Tristram, 1889 リュウキュウメジロ
奄美大島以南の南西諸島
喉の黄色部は、アイリング輪郭の黒色部に達しない。体側面および胸部は、赤みをおびない。
Zosterops japonicus montanus Bonaparte, 1850
ジャワ島、スマトラ島、スラウェシ島、バリ島、小スンダ列島、モルッカ諸島南部
Zosterops japonicus obstinatus Hartert, 1900
セラム島、Bacan島、Ternate島、Tidore島
Zosterops japonicus parkesiduPont, 1971
パラワン島
Zosterops japonicus pectoralis Mayr, 1945
ネグロス島
Zosterops japonicus stejnegeri Seebohm, 1891 シチトウメジロ
伊豆諸島（伊豆大島から鳥島）。小笠原諸島に移入。
喉の黄色部は淡色で、アイリング輪郭の黒色部に達しない。体側面および胸部の赤褐色部は淡色。
虹彩はやや赤みがかる。基亜種よりも嘴は太く長い。下嘴先端の黒色部がやや明瞭。
Zosterops japonicus vulcani Hartert, 1903
ミンダナオ島中部
Zosterops japonicus whiteheadi Hartert, 1903
ルソン島北部

## 生態

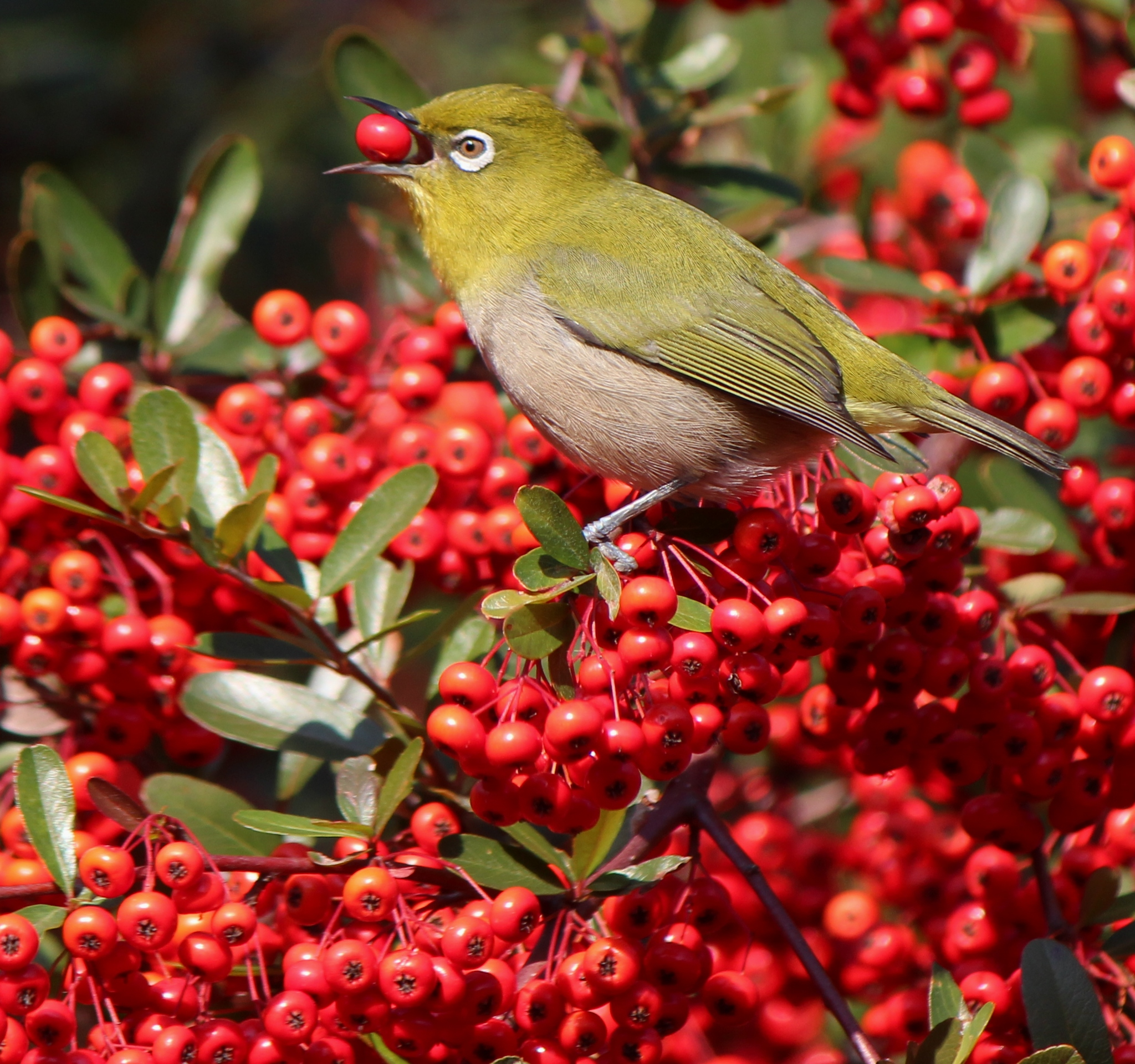
トキワサンザシの実を食べるメジロ

食性は雑食だが、花の蜜や果実を好み、育雛期には虫なども捕食する。
花の蜜を大変好むため花期に合わせて行動し、春には好物の花の蜜を求めて南から北へと移動するものもいる。特に早春はツバキや梅の花に群がる様子がよく観察され、「チー、チー」という地鳴きで鳴き交わす様子がよく観察される。花の蜜を好むことから「はなすい」、「はなつゆ」などの地方名がある。ソメイヨシノが開花すると、ヒヨドリやスズメと共に花に群がってくる。
非繁殖期は山地から平地に移動し、群れで行動することが多く、カラ類と混群を形成することも多い。繁殖期は番いで分散し、2羽で鳴き交わしながら花から花へと飛び回る様子がよく観察される。睡眠時は群れ全体でかたまりとなって枝にとまる習性があるため、夕暮れ時になるとかたまりの中心にわれ先に割り込もうとするメジロの姿を観察することができる。
冬季には、アシ原で観察されることもあり、アシに着いた昆虫を採食していると思われる。

### ウグイスとの混同
本種とウグイスは両種ともに春を告げる鳥として親しまれていたこともあってか、時期的・場所的に重なる両種は古くから混同されがちであった。
前述のとおり、メジロは梅の花蜜を好み、早春には梅の花を求めて集まってくる。また比較的警戒心が緩く、姿を観察しやすい。
いっぽう、梅が咲く頃によく通る声でさえずりはじめるウグイスは警戒心が強い。またウグイスは主に虫や木の実などを食べ、花蜜を吸うことはめったにない。
また、そのウグイスとメジロの混同を示すものとして「鶯色」がある。ウグイス色と言った際に、ウグイスの灰褐色（オリーブ色に近い）を想像する人もいれば、メジロの緑色に近い色を想像する人もいる（旧・国鉄の黄緑6号など）。
なお、古来より春を告げる言葉として「梅に鶯」があるが、これはいずれも春の訪れを告げる梅の花と鶯の声を取り合わせた風情を意味する。古くから和歌や絵画で好まれた。しかし、詩歌や芸術に関する素養が失われた現代では、梅にウグイスという言葉はウグイスとメジロを混同したものであるとする俗説が流布された。なお、日本画で写生のために梅の枝とメジロを描くのとは意味が異なる。

### 観察
メジロは甘い蜜を好み、また里山や市街地でも庭木や街路樹などの花や柿などの果実を巡って生活している。そのため昔から人々に親しまれた鳥である。現在も、切った果物や砂糖水などを庭先に吊しておくことでメジロを呼ぶことができ、野鳥観察において馴染み深い鳥の一種である。エサ場でヒヨドリがメジロを追っ払うのもよく見かける光景である。
またメジロは比較的警戒心が緩く、頻繁に鳴き交わしつつ群れで行動するため、慣れた人だと口笛で（歯笛の感覚で吹く）仲間がいると思いこませ、群れを呼び寄せることもできたという。

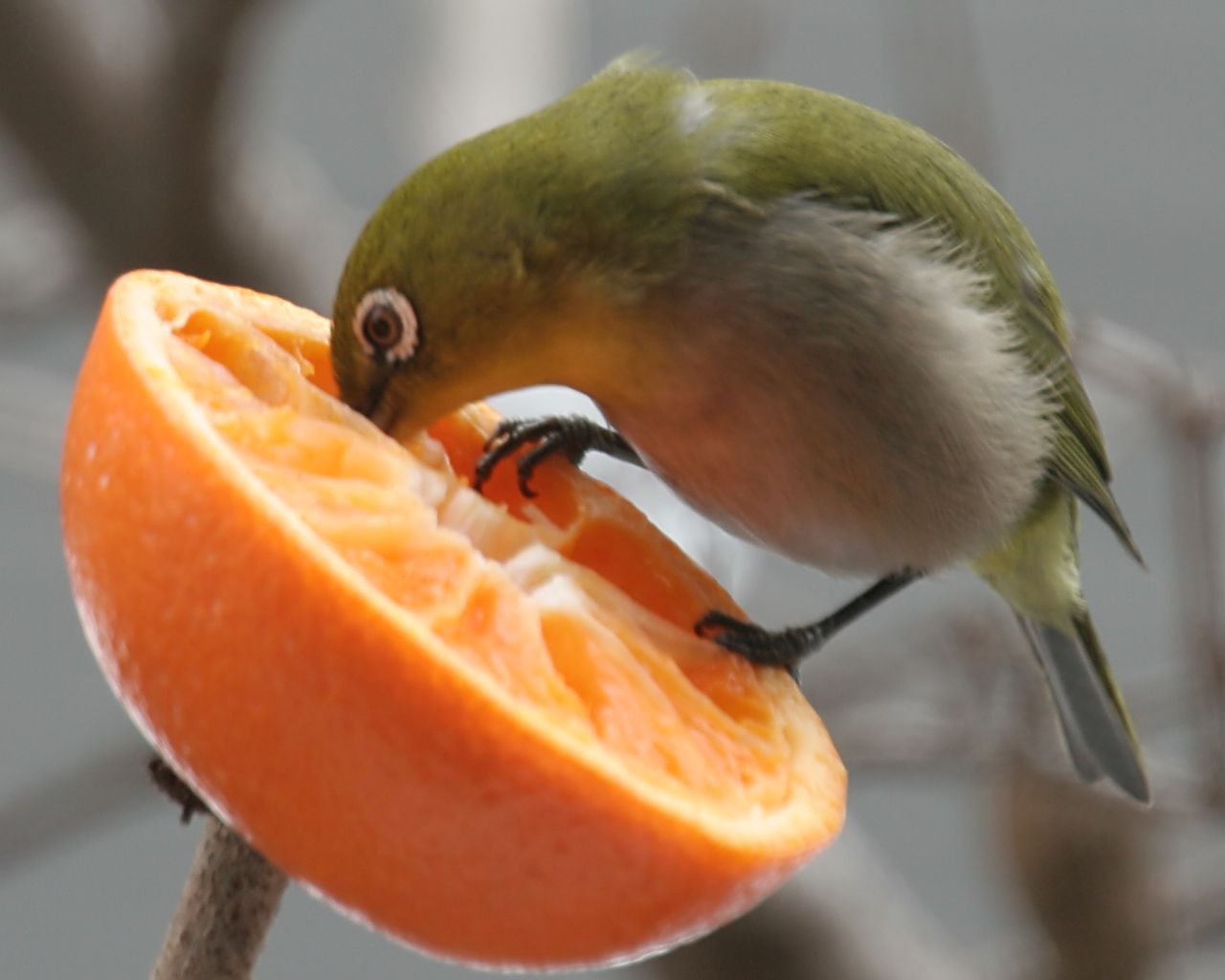
果汁や花蜜など甘いものを好む
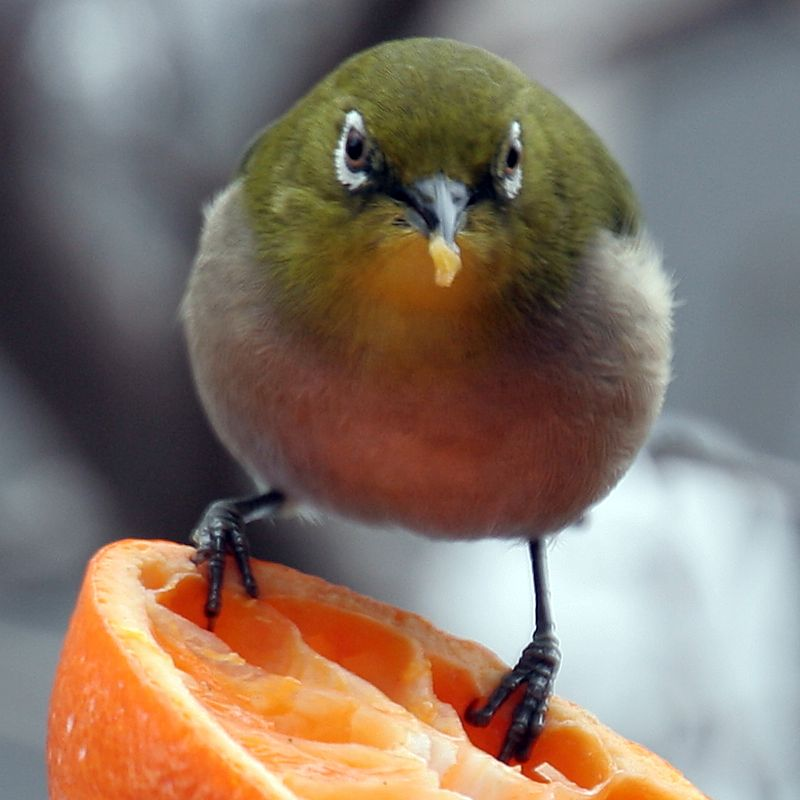
（同左）
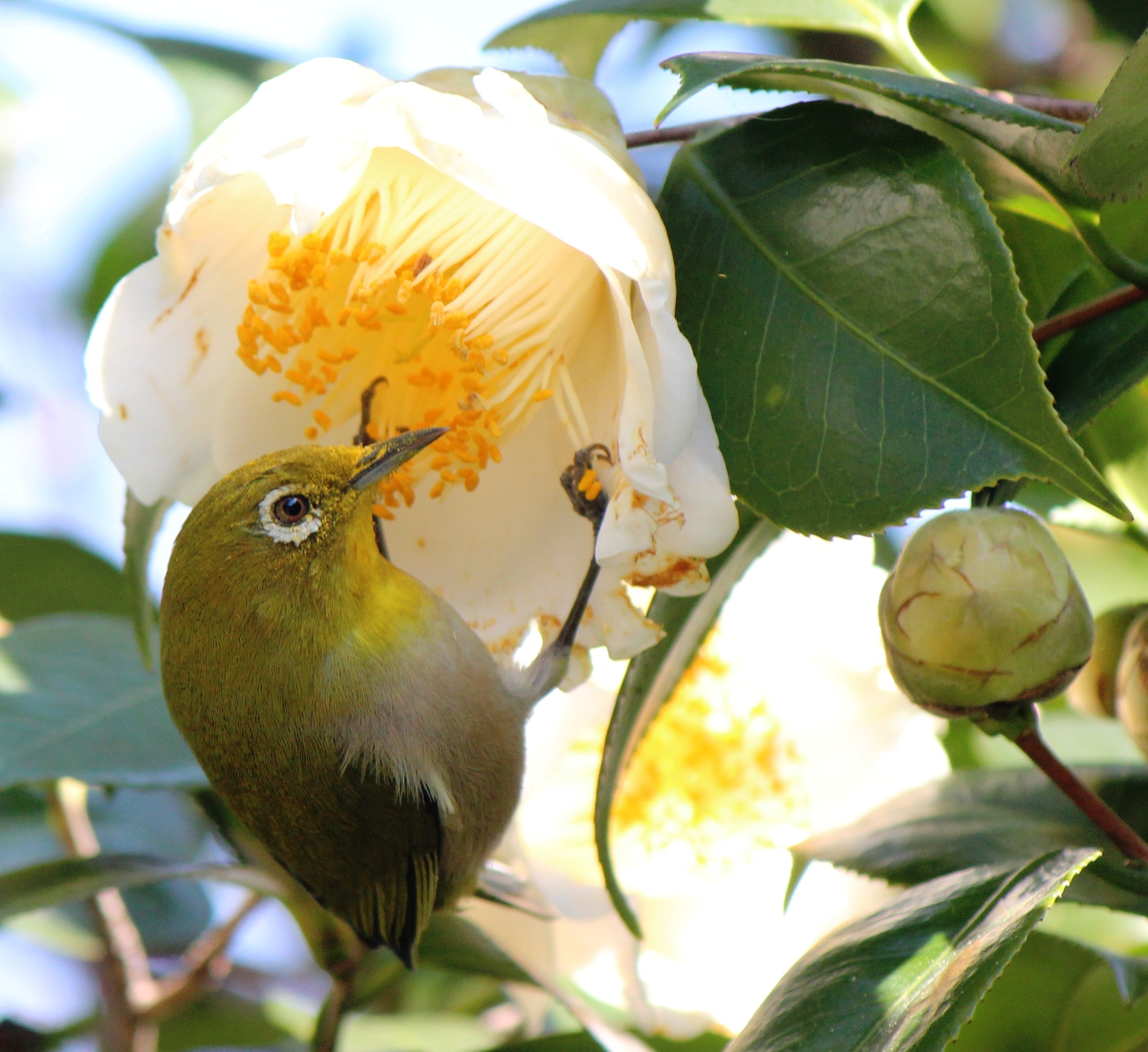
ツバキを吸蜜するメジロ
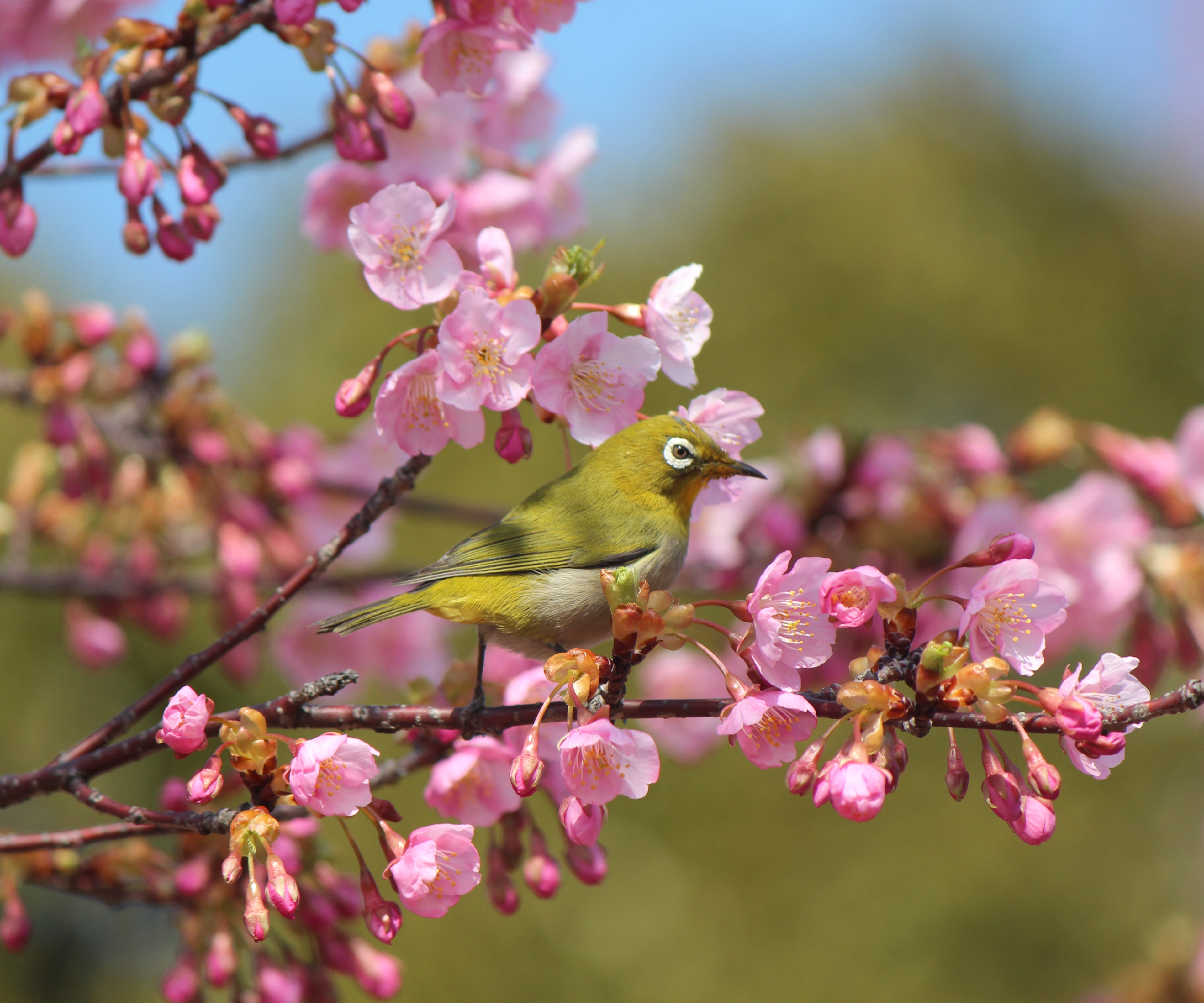
サクラの蜜を採食中のメジロ

### 目白押し

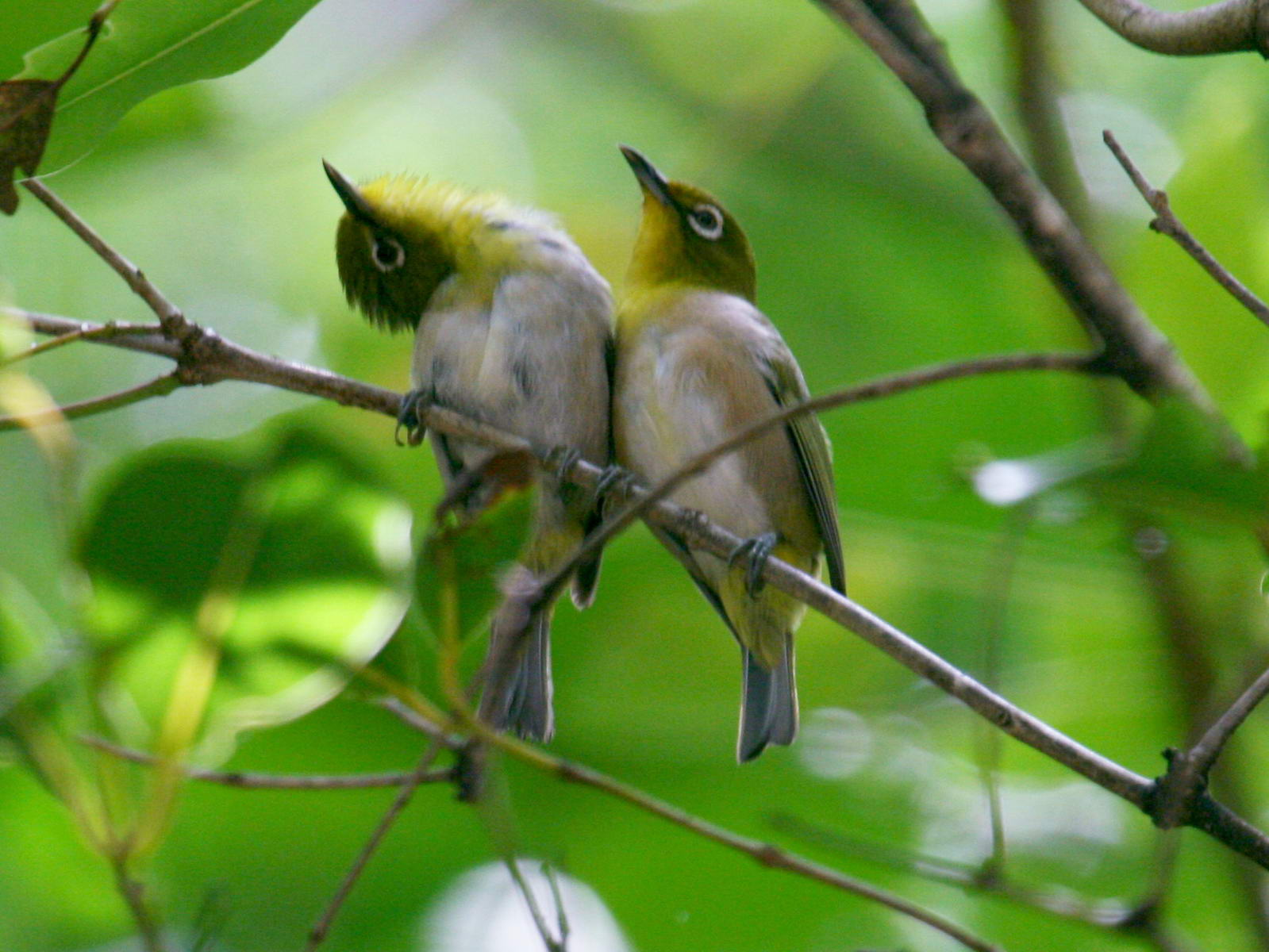
目白押し

メジロにはお互いに押し合うように、ぴったりと枝に並ぶ習性がある。このことから、込み合っていることや物事が多くあることを意味する「目白押し」という慣用句がある。また、縁台に一列に並んで腰を掛け肩を左右に押し合って端の者を順々に押し出す遊戯としての意味もある。

## 人間との関係
分布が非常に広いことと生息数の推移は不明なものの激減しているとも考えられていないことから、2019年（平成31年/令和元年）の時点で種として絶滅のおそれは低いと考えられている。一方でペット用の採集による影響は懸念されている。
亜種ダイトウメジロ Z. j. daitoensis
分布が限定的で、森林伐採による営巣地の破壊や、人為的に移入されたネコやネズミ類などによる捕食による影響が懸念されている。2017年（平成29年）の時点で沖縄県レッドリストでは準絶滅危惧と判定されている。
日本では、以前は、都道府県の鳥獣業務担当部署などで愛玩飼養の目的で捕獲許可・飼養登録申請をし、飼養登録手数料を支払えば、1世帯あたり1羽のみ飼育が許可されていた（都道府県によっては条例により捕獲許可が下りない所もあった）。捕獲には、メジロの繁殖期間を除いた捕獲許可期間が定められていた。2011年（平成23年）の鳥獣保護法改正に伴い、国内産の鳥類は愛玩目的での捕獲・飼育が禁止され、原則的に許可は認められなくなった（以前から飼育しているものについては、今後も飼育が認められた）。雛から育てなくても、毎日時間を決めて遊んでやったり、手から餌を与えているとよく馴れるとされる。
和歌山県、大分県の県鳥に指定されている。また 2007年（平成19年）までは50円切手のデザインのモデルになっていた。
メジロは良い声で囀るため、古くから和鳥として飼われてきたが、特に明治17年から村上定太郎の考案によりメジロは囀りの美しさや回数の多さで優劣を競う「鳴き合わせ」（競争）道楽の対象となり現在に至っている。鳴き声は「長兵衛、忠兵衛、長忠兵衛」などと充てられる。
現在も西日本を中心に、「鳴き合わせ会」があり、定期的に会合が行なわれている。全国野鳥密猟対策連絡会（密対連）によると、2017年当時、日本全国に鳴き合わせ会の愛好家が約1万5000人いると推定され、そのうち推定約950人が活動する大阪は鳴き合わせの本場とされている。大阪の愛好家によると、鳴き合わせ会では参加者から一人数千円を徴収して食品や日用品を成績優秀者から順に全員に渡すと語ったが、密対連は、大阪では賞品に日用品が見当たらないことから現金を賭けた賭博が行われていた可能性も指摘している。会では囀りの美しさや回数の多さで優劣を競い、優秀な個体には「横綱」「大関」といった称号も与えられ、ときに数百万円の高値で取引されることもあり、以前は密猟したメジロが暴力団の資金源（シノギ）にもなっていた。
こうした会で優勝する個体は、巣立ち直前の雛に、付け仔と呼ばれる別の美しく囀る個体の囀りを聞かせる、あるいは会で優勝した横綱の声をテープに録ってそれを聞かせる、といった方法で育てられるのが一般的である。しかし「飛びッ子」、「新子（しんこ）」などと呼ばれる巣立ち直前の個体は通例、違法となっているかすみ網で捕獲されるので、メジロ以外の他種まで混獲されるうえに、目的とするメジロであってもオスだけを残し、さえずらないメスはその場で殺してしまうので問題となっている。
こうした事態が野鳥の乱獲による生態系破壊を受け、鳥獣保護法による規制が強化され、現在は都道府県知事の許可を得た場合を除き、メジロの捕獲および飼育が禁止されており、都道府県によっては条例で捕獲および飼育を全面禁止している所もあるが、同法では日本国外で捕らえた野鳥の輸入とその飼育を禁止していないため、中国などから亜種ヒメメジロなどを輸入し、日本国内で密猟したメジロに輸入証明書を付けて販売する悪質な業者と、それを買い求める者が現れて、問題になっている。不要となったヒメメジロは日本国内で放されたり、殺されたりしているといわれ、種の交雑や倫理的な問題も懸念されている。
その対策として、日本野鳥の会など野鳥保護団体が設立した全国野鳥密猟対策連絡会（密対連）では、販売店や密猟の実態調査、亜種ヒメメジロ（Zosterops japonicus simplex）との見分け方を示したリーフレットの制作・頒布といった啓蒙活動を行っている。また環境省（制作は山階鳥類研究所）でも同様のパンフレットを用意するなど対策に当たっている。